# 武德恭
武德恭（越南语：／），越南後黎朝時期宣光、大同地區守將，稱和郡公，並曾稱隆平王，對抗黎氏朝廷。

## 生平

### 繼承鎮守宣光
武德恭是越南南北朝時期宣光鎮的領導人物，繼承仁郡公武公紀的傳位。據越南史籍所載，當越南北部的莫朝為後黎朝所滅後，1593年農曆三月二十五日（西曆4月26日），身為大同土官和勝候的武德恭，便「率本部兵三千，赴京首服，歸順朝廷」，並向黎氏朝廷致送貢品。當時的後黎朝執政者鄭松亦表示尊重，對武德恭加官進爵，晉升他為北軍都督府右都督太保和郡公，號為安北營。

### 陰懷異志
在滅莫後，武德恭於1593年農曆十月，得鄭松同意下回到大同繼續鎮守。但亦從此圖謀不軌。1594年農曆二月，武德恭與寇賊美壽勾結，暗中派人侵擾山西、源頭、青波、夏華等地，又遷徙東蘭、西蘭居民入住大同。後黎朝廷掌權者鄭松隨即作出回應，派軍將美壽擒獲。朝廷並於同年農曆十月，派阮潢、阮有僚各率水步兵征討大同。武德恭率子弟逃到義都，朝廷軍才徹退。事後，武德恭亦不敢強行反抗，於農曆十二月，命人向朝廷進獻金銀寶物馬匹，又親自入朝服罪求饒，因而解決這次危機。

### 僭稱王號
武德恭雖然對後黎朝廷反抗失利，但仍得以割據一方。1596年農曆五月，武德恭遷移大同營，到義都居住。1599年，武德恭自稱「隆平王」，派軍進軍太原白通州地區，收取當地的銀場稅。後黎朝廷再出兵征討，武德恭軍亦被擊破。
武德恭雖然多次對抗後黎朝，但仍得越南史籍稱他和先代的武公紀一樣，「並能繼承先志，恪修臣職」。在他之後，武氏家族繼續執掌宣光、大同一帶的管治權。